# 凱文·安德魯斯

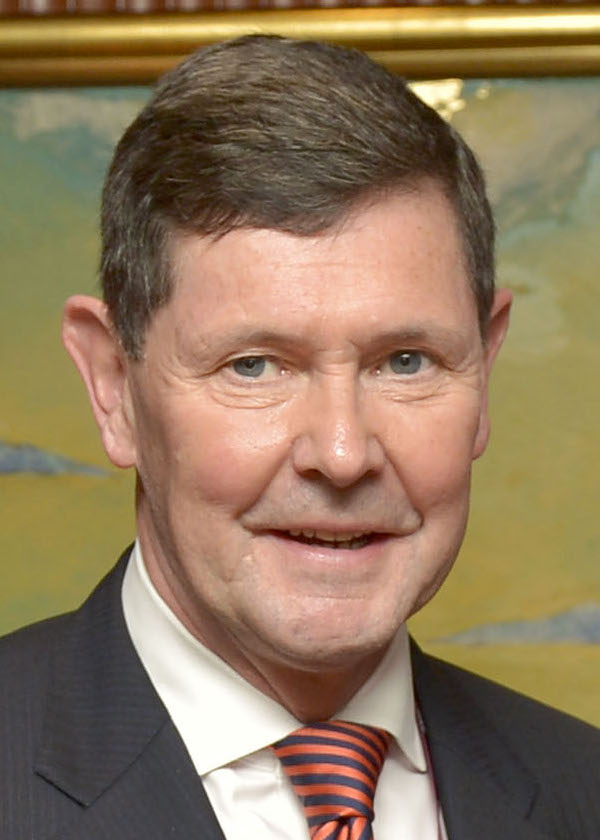

凱文·安德魯斯（英語：Kevin Andrews，1955年11月9日—2024年12月13日）是一位澳洲政治人物，黨籍為澳洲自由黨。自1991年開始，他是孟席斯選區選出的澳大利亞眾議院的議員，並在2014年12月至2015年9月擔任澳洲國防部長。自1991年至2022年，他成為當時該院任職時間最長的議員。2022年，凱文·安德魯斯因先前在孟席斯的預選中失利而退休。